# 伊澤星花
伊澤 星花（いざわ せいか、1997年11月1日 - ）は、日本の女性総合格闘家。栃木県宇都宮市出身。JAPAN TOP TEAM所属。第4代RIZIN女子スーパーアトム級およびDEEP JEWELS第3代ストロー級・第9代アトム級王者。夫は総合格闘家のCORO、弟は総合格闘家の風我。
2021年から2022年にかけてDEEP JEWELSでストロー級・アトム級の王座を獲得し、DEEP JEWELS史上初の2階級制覇王者となった。2022年4月にRIZIN女子スーパーアトム級王座を獲得し、同年に行われたRIZIN女子スーパーアトム級ワールドグランプリで優勝。SHERDOGの世界女子アトム級ランキングで2022年から2024年12月現在まで世界1位にランキングされている。

## 来歴
栃木県宇都宮市に生まれ、幼いころから兄・カズト、弟・風我ときょうだい喧嘩を毎日繰り返していた。手を焼いた両親が外でエネルギーを発散させることを目的に、4歳の時に柔道に通わせる。
小学校4年生の時にレスリングを始め、レスリングでは宇都宮市立姿川中学校3年時に沼尻直杯全国中学生選手権女子57kg級優勝、ジュニアクイーンズカップ52㎏級準優勝、柔道では作新学院高校2年時にインターハイ女子52kg級3位、全国高校柔道選手権女子52kg級5位入賞といった実績を残した。
東京学芸大学3年時には東京学生柔道優勝大会女子5人制で大学史上初の優勝を達成。4年時には相撲に挑戦し、全日本女子相撲選手権超軽量級（50kg未満）で準優勝。
大学院に進学した2020年6月から本格的に総合格闘技の練習を開始。総合格闘技を始めた理由は、コロナ禍に入り柔道の試合がなくなり、やることがなくなったから、と話しており、元々は体育の先生、小学校の先生を志望していた。

### プロデビュー
2020年10月にDEEP JEWELSで総合格闘家としてプロデビューし、ARAMIに3-0の判定勝ち。12月19日に開催されたDEEP JEWELS 31でDEEP JEWELSストロー級暫定王者の本野美樹と対戦し、判定勝ち。ノンタイトル戦ながらプロ2戦目で王者に勝利する番狂わせを演じた。
2021年6月20日、DEEP JEWELS 33のDEEP JEWELSストロー級暫定タイトルマッチで暫定王者の本野美樹と再戦し、腕ひしぎ十字固めで一本勝ち。暫定王座獲得に成功した。2022年3月14日に正規王者の魅津希が王座を返上し、暫定王者から正規王者に認定された。
2021年10月23日、DEEP 104 IMPACTでパク・シウと49.0kg契約で対戦。2Rグラウンド状態での顔面に対する蹴りを行ったパクに対してレッドカードの減点2が出され、3-0（28-27、29-26×2）で判定勝ち。

### RIZIN出場以降
2021年12月31日、RIZIN初出場となったRIZIN.33でRIZIN女子スーパーアトム級王者の浜崎朱加とノンタイトル戦で対戦。序盤から試合を優位に進め、2Rに三角絞めを極めたままマウントポジションの体勢になり、パウンドと肘を連打しTKO勝利。この勝利により、浜崎に初めて勝利した日本人選手、かつスーパーアトム級以下で浜崎に初めてフィニッシュ勝利した選手となり、SHERDOG女子アトム級ランキングで世界ランキング1位となった。
2022年3月14日、DEEP JEWELSストロー級王者の魅津希の王座返上に伴い、同級王者に認定された。
2022年4月17日、RIZIN.35のRIZIN女子スーパーアトム級タイトルマッチで王者の浜崎朱加とダイレクトリマッチを行い、テイクダウンをしてグラウンドで積極的に攻め続け、3-0の判定勝ちを収め第4代王座獲得に成功した。試合後のリング上では、3Rに攻めずに休んでしまった場面から自分に不甲斐なさを感じ、悔し涙を流した。
2022年7月31日、RIZIN.37のスーパーアトム級ワールドグランプリ1回戦でPAWC女子ストロー級王者・COF女子フライ級王者のラーラ・フォントーラと対戦し、1Rにフロントチョークで一本勝ちを収め準決勝に進出した。
2022年9月25日、RIZIN.38のスーパーアトム級ワールドグランプリ準決勝でIMMAF 2019 女子ストロー級優勝者のアナスタシア・スヴェッキスカと対戦し、2Rに腕ひしぎ十字固めによる一本勝ちを収め、決勝戦に進出した。
2022年12月31日、RIZIN.40のスーパーアトム級ワールドグランプリ決勝でSHERDOG世界ランキング2位のパク・シウとの約1年2ヶ月ぶりとなる再戦で、2-1の判定勝ち。女子アトム級世界ランキングトップ10の半数以上を集めた世界的トーナメントの優勝者となり、優勝賞金700万円や副賞・トーナメントベルトなどを獲得した。
2023年3月9日、総合格闘家のCOROと入籍。17日には東京学芸大学教職大学院を修了。教職修士の専門職学位を取得した。
2023年5月28日、DEEP JEWELS 41でアム・ザ・ロケットと対戦し、1Rに三角絞めで勝利した。
2023年7月30日、超RIZIN.2のRIZIN女子スーパーアトム級タイトルマッチで挑戦者のクレア・ロペスと対戦し、1Rにニンジャチョークによる一本勝ちを収め、王座の初防衛に成功。試合時間は1分4秒となり、RIZIN王座戦の最短防衛記録を更新した（2024年9月まで最短記録）。
2023年12月31日、RIZIN.45で、引退試合を行うレスリング世界選手権3度優勝の山本美憂と対戦し、2Rにリアネイキッドチョークで一本勝ち。
2024年3月24日、DEEP JEWELS 44のDEEP JEWELSアトム級タイトルマッチで、DEEP JEWELSとBLACK COMBATの女子アトム級2冠王者のパク・シユンと対戦し、2Rにパンチでダウンを奪い、ニンジャチョークで一本勝ちを収め王座獲得に成功。3階級制覇達成と同時にDEEP JEWELS史上初の2階級制覇を達成した。
2024年7月に同年9月に開催されるRIZIN.48への出場をもって引退することを発表した浅倉カンナから対戦相手に指名され、9月29日に行われた引退試合で浅倉と対戦。判定3-0で勝利。
2024年12月31日、RIZIN10度目の大晦日記念大会のRIZIN DECADEでルシア・アプデルガリムとノンタイトルで対戦し、1Rに腕ひしぎ十字固めで一本勝ち。元々はRENAとタイトルマッチで対戦予定であったが、RENAが負傷したことで対戦は実現しなかった。
2025年7月11日、DEEP JEWELSストロー級王座を返上した。

## 階級について
2021年時点でストロー級（52.2kg）の試合には減量を行わずにナチュラル体重で出場しており、スーパーアトム級（49kg）で試合をする際も水抜きも行っていない。そのため、通常であれば本来はアトム級（-47.6kg）やミクロ級（-44.0kg）が適正階級となるが、本人は将来については「筋肉をつけて体を創ってストロー級で戦っていきたい」という願望を語っている。
2024年12月にUFC代表のダナ・ホワイトは、UFC 310終了後の記者会見で現地記者から「UFCでアトム級を始めるなら、伊澤星花が相応しいと思いますが？」と提言された際に、笑顔でうなずき「ありがとう」と答えた。

## 戦績

### 総合格闘技
| 総合格闘技 戦績 | 総合格闘技 戦績 | 総合格闘技 戦績 | 総合格闘技 戦績 | 総合格闘技 戦績 | 総合格闘技 戦績 | 総合格闘技 戦績 |
| --------------- | --------------- | --------------- | --------------- | --------------- | --------------- | --------------- |
| 16 試合         | (T)KO           | 一本            | 判定            | その他          | 引き分け        | 無効試合        |
| 16 勝           | 1               | 9               | 6               | 0               | 0               | 0               |
| 0 敗            | 0               | 0               | 0               | 0               | 0               | 0               |

| 勝敗 | 対戦相手                     | 試合結果                       | 大会名                                                         | 開催年月日     |
| ○    | シン・ユジン                 | 1R 2:24 肩固め                 | 超RIZIN.4 真夏の喧嘩祭り                                       | 2025年7月27日  |
| ○    | ルシア・アプデルガリム       | 1R 2:21 腕ひしぎ三角固め       | RIZIN.49                                                       | 2024年12月31日 |
| ○    | 浅倉カンナ                   | 5分3R終了 判定3-0              | RIZIN.48                                                       | 2024年9月29日  |
| ○    | パク・シユン                 | 2R 0:58 ニンジャチョーク       | DEEP JEWELS 44 【DEEP JEWELSアトム級タイトルマッチ】           | 2024年3月24日  |
| ○    | 山本美憂                     | 2R 0:38 リアネイキッドチョーク | RIZIN.45                                                       | 2023年12月31日 |
| ○    | クレア・ロペス               | 1R 1:04 ニンジャチョーク       | 超RIZIN.2 【RIZIN女子スーパーアトム級タイトルマッチ】          | 2023年7月30日  |
| ○    | アム・ザ・ロケット           | 1R 3:31 三角絞め               | DEEP JEWELS 41                                                 | 2023年5月28日  |
| ○    | パク・シウ                   | 5分3R終了 判定2-1              | RIZIN.40 【RIZIN女子スーパーアトム級ワールドグランプリ決勝】   | 2022年12月31日 |
| ○    | アナスタシア・スヴェッキスカ | 2R 4:56 腕ひしぎ十字固め       | RIZIN.38 【RIZIN女子スーパーアトム級ワールドグランプリ準決勝】 | 2022年9月25日  |
| ○    | ラーラ・フォントーラ         | 1R 3:47 ギロチンチョーク       | RIZIN.37 【RIZIN女子スーパーアトム級ワールドグランプリ1回戦】  | 2022年7月31日  |
| ○    | 浜崎朱加                     | 5分3R終了 判定3-0              | RIZIN.35 【RIZIN女子スーパーアトム級タイトルマッチ】           | 2022年4月17日  |
| ○    | 浜崎朱加                     | 2R 2:50 TKO（パウンド）        | RIZIN.33                                                       | 2021年12月31日 |
| ○    | パク・シウ                   | 5分3R終了 判定3-0              | DEEP 104 IMPACT                                                | 2021年10月24日 |
| ○    | 本野美樹                     | 1R 3:32 腕ひしぎ十字固め       | DEEP JEWELS 33 【DEEP JEWELSストロー級暫定タイトルマッチ】     | 2021年6月20日  |
| ○    | 本野美樹                     | 5分3R終了 判定3-0              | DEEP JEWELS 31                                                 | 2020年12月19日 |
| ○    | ARAMI                        | 5分2R終了 判定3-0              | DEEP JEWELS 30                                                 | 2020年10月31日 |

### グラップリング
| 勝敗 | 対戦相手 | 試合結果                       | 大会名                   | 開催年月日     |
| ○    | 富松恵美 | 3:51 腕ひしぎ十字固め          | DEEP JEWELS 34           | 2021年9月4日   |
| ○    | 長野美香 | 0:50 ヒールフック              | DEEP JEWELS 34           | 2021年9月4日   |
| ○    | 杉本恵   | 1R 0:58 リアネイキッドチョーク | DEEP JEWELS 32           | 2021年3月7日   |
| ○    | さくら   | 4分2R終了 判定3-0              | DEEP & PANCRASE 大阪大会 | 2020年11月29日 |
| △    | 杉内由紀 | 7分1R終了 時間切れ             | BATTLE HAZARD 07         | 2020年8月30日  |

## 獲得タイトル

### レスリング
- ジュニアクイーンズカップ 52kg級 準優勝（2012年）
- 沼尻直杯全国中学生選手権 女子57kg級 優勝（2012年）

### 柔道
- インターハイ 52kg級 3位（2014年）
- 全国高校柔道選手権 52kg級 5位（2015年）
- 東京学生柔道優勝大会 女子5人制 優勝（2018年）

### 相撲
- 全日本女子相撲選手権 超軽量級（50kg未満） 準優勝（2019年）

### 総合格闘技
- DEEP JEWELSストロー級暫定王座（2021年）
- 第3代DEEP JEWELSストロー級王座（2022年）
- 第4代RIZIN女子スーパーアトム級王座（2022年）
- RIZIN FIGHTING WORLD GRAND-PRIX 2022 女子スーパーアトム級ワールドグランプリ 優勝（2022年）
- 第9代DEEP JEWELSアトム級王座（2024年）